# 降雨対応放送
降雨対応放送（こううたいおうほうそう）とは放送衛星が雨天などで受信が困難な場合、一時的に画像・音声の質を下げて受信できない状態を予防するための方法とされている仕組みである。

## 概要
衛星放送（BS、CS）では豪雨や雷雨などの大雨や豪雪や風雪などの大雪の場合、放送を受信する衛星の電波が雨粒や雪などの障害物によって反射し受信能力を低下・あるいは受信できない状況にさせてしまう状況になる場合がある（kuバンドで特に起きやすい。逆にCバンドは大雨および大雪であっても受信不能状態はほとんど起きない）。
これを「降雨／降雪減衰」（こうう／こうせつげんすい）という。BSでは受信不能状態を出来るだけなくすために画質・音質を一時的に下げて通常の放送を常時受信できるようにするため、この仕組みが取り入れられている。但し、短時間の突発的な豪雨などではそれでも受信が出来ないケースもまれにある。
NHK BSでは、大雨が予想される場合に、1トランスポンダ48スロット中の4スロット（BS1,BSプレミアムでそれぞれ2スロット）を用い、QPSK（符号化率1/2）の変調方式で降雨対応放送を行う。